# Firczák Gyula
Dr. Firczák Gyula (ukránul: Юлій Фірцак), (Horlyó, 1836. augusztus 26. – Ungvár, 1912. június 1.) teológiai doktor, görögkatolikus pap, munkácsi görögkatolikus püspök.

## Élete
Firczák Bazil görögkatolikus lelkész és Hadzsega Terézia fiaként született.  A gimnáziumot Munkácson, Ungváron, Kassán és Szatmáron végezte. Popovics Vazul püspök, aki közeli rokona volt, 1855-ben fölvette őt a munkácsi egyházmegye papnövendékei közé. Ezt követően Firczák a hittudományok hallgatására Bécsbe a szent Borbáláról nevezett görögkatolikus központi papnevelőbe ment, ahol a négy évi tanfolyam bevégezése után még egy évet töltött, és az alap- és ágazatos hittanból doktori szigorlatot is tett. Pappá szentelése előtt feleségül vette az egyházmegye egyik legelőkelőbb papjának, Gerevich Jánosnak a lányát, Emíliát. Felesége 15 hónappal később gyermektelenül elhunyt.
1861. szeptember 26-án áldozópappá szentelték föl és az ungvári teológiai líceumban teológiai tanár lett. Tantárgyát ékes latin nyelven adta elő. 1863-ban és az azt követő években beutazta Ausztriát, Bajorországot és Svájcot, 1867-ben Franciaországot és Angliát, különösen a papnevelő intézeteket és internátusokat tanulmányozva. 1866-ban szentszéki ülnökké, 1871-ben címzetes kanonokká, 1875-ben a pap-árvaleány nevelő- és tanintézet igazgatójává, 1876 elején a papnevelő intézet rektorává és ugyanazon évben valóságos kanonokká, 1879-ben becsületvölgyi címzetes apáttá, 1883-ben líceumi prodirectorrá, 1886-ban nagypréposttá nevezték ki. 1883-ban a teológiai líceumnak kötelező tantárgyai közé fölvétette az Aquinói Szent Tamás bölcseletét is. 
Az egyházi irodalmi iskola fölvirágzott alatta, az ének- és a zeneegylet pedig benne – aki a zenének olyan nagy művelője volt – lelkes és áldozatkész védnökre talált. Az 1882-ben tartott egyházmegyei zsinaton mint a tanügyi osztály előadója működött. 
Amikor a nagybereznai kerület 1887-ben országgyűlési képviselővé választotta meg, rektori állásától megvált. Ettől fogva nagyrészt Budapesten időzött, és az ország közügyeivel foglalkozott. Olykor eljárt Ungvárra, sőt Rómába is látogatott, ahol a magyar zarándokoknak beszédet is tartott. Mint országgyűlési képviselő a tanügyi bizottság elnöke volt. 
1891. május 25-én I. Ferenc József magyar király munkácsi püspökké nevezte ki. 21 évnyi kormányzás után 1912-ben hunyt el.

## Művei
Tanárkodása elején két dogmatikai tankönyvet irt: 
- Excerpta theologiae fundamentalis és
- Escerpta theologiae specialis. (E két munka 15 évig mint tankönyv használtatott az ungvári theologiai lyceumban és csak autograph útján lett sokszorosítva.)
- Az Ungmegye bizottsági ülésein mondott beszédeit a Kárpát és Ung helyi lapok hozták;
- 1867–70-ben több nevelésoktatási cikk jelent meg tőle a Kárpátban.
- 1887–88-ban az országházban és a tanügyi bizottságban tartott beszédei a napi lapokban jelentek meg stb.
- Egyházi beszédei kéziratban vannak.
- Egy főpásztori körrendelete a Néptanítók Lapja tárgyában e lapban jelent meg 1880-ban.